# Warrior (película)
Warrior, titulada La última pelea en México, es una película estadounidense de 2011 dirigida por Gavin O'Connor y protagonizada por Tom Hardy, Joel Edgerton, y Nick Nolte. La película narra la historia de dos hermanos distanciados que entran a un torneo de artes marciales mixtas, mostrando la relación que existe entre ellos y con su padre.
La película obtuvo una respuesta positiva por parte de la crítica cinematográfica. Nick Nolte fue nominado a los premios Óscar, Premios del Sindicato de Actores y Premios Satellite en la categoría de mejor actor de reparto.

## Trama
La película muestra a Tommy Riordan (Tom Hardy), quien va a visitar a su padre Paddy (Nick Nolte), un exalcohólico que no ha visto hace años. Tommy le reprocha su antigua personalidad violenta, y aunque Paddy le explica que ha cambiado, su hijo no le cree. Al día siguiente, Tommy se inscribe en un gimnasio donde vence  un luchador profesional llamado Pete "Mad Dog" Grimes (Erik Apple), dejándolo inconsciente en menos de un minuto. Uno de los presentes graba la pelea y la sube a Youtube, donde adquiere popularidad. Tommy le pregunta a su padre si lo quiere entrenar, dado que tiene pensado entrar a un torneo de artes marciales mixtas llamado Sparta, que tiene un premio único de 5 millones de dólares. Tommy le aclara que la relación se limitará solamente al entrenamiento, advirtiéndole que no intente reconciliarse con él. Posteriormente, Tommy telefonea a la viuda de su amigo de la infantería de marina, a quien le promete entregar el premio del torneo.
Mientras tanto, el hijo mayor de Paddy, Brendan Conlon (Joel Edgerton), un profesor de física y antiguo luchador de Ultimate Fighting Championship, se encuentra agobiado por los problemas financieros y las dificultades para mantener a su esposa Tess (Jennifer Morrison) y sus dos hijas. Para obtener dinero y evitar que su casa sea embargada, Brendan regresa a su antiguo trabajo como luchador, enfrentándose a peleadores aficionados en bares. Los rumores de la actividad de Brendan llegan hasta el director de la escuela donde trabaja, y es suspendido de su empleo. Dado que no tiene otra opción, Brendan se contacta con su amigo Frank Campana (Frank Grillo) para que lo entrene y pueda seguir peleando por dinero en eventos pequeños. Después de que el luchador que Frank estaba entrenando para entrar al torneo Sparta se lesione, Brendan lo convence para ser su reemplazante.
Paddy visita a Brendan e intenta reconciliarse con él, pero sin éxito; le informa además que Tommy regresó a la casa y está entrenando con él. Brendan le dice a su padre que lo perdona por lo que hizo en el pasado, pero que aún no confía en él. Tras entrar al torneo, Brendan descubre que Tommy también se inscribió. Tras varios años sin verse, Tommy le reprocha a su hermano el haberse quedado con su padre cuando eran jóvenes, en vez de irse con él y su madre de la casa. Tommy le dice que su madre vivió en condiciones económicas difíciles y que murió de una grave enfermedad, razón por la cual él se niega a perdonarlo.
Mientras tanto, el video de Tommy peleando con Mad Dog es descubierto por un infante de marina a quien Tommy le salvó la vida en Irak. La información y video de la hazaña es dada a conocer a la prensa, lo cual aumenta la popularidad de Tommy tanto entre el público como entre los soldados estadounidenses. Paddy le dice su hijo que está orgulloso de lo que hizo en Irak, pero Tommy discute con él y lo insulta, lo que provoca que Paddy vuelva a beber alcohol y se embriague. Al día siguiente, Tommy consuela a su padre y se reconcilian. Sin embargo, la prensa da a conocer posteriormente que Tommy abandonó Irak sin permiso después de que sus compañeros murieran a causa de fuego aliado. Los periodistas explican que Tommy cambió su apellido al de su madre, Riordan, para evitar ser arrestado por la deserción. Tras conocer esto, la policía militar decide arrestar a Tommy una vez que termine el torneo.
Durante el torneo, Brendan y Tommy van ganando sus respectivas peleas, aunque Brendan lo hace con más dificultades que su hermano. Entre los luchadores que Brendan vence está Koba (Kurt Angle), un ruso que se perfilaba como favorito para ganar el torneo. Tommy, por su parte, vence nuevamente a Mad Dog, quien había jurado vengarse después de que el video se hiciera popular. Tras esto, tanto Brendan como Tommy llegan a la final, quienes se enfrentan de forma violenta. En un principio la pelea es dominada por Tommy, pero en el tercer asalto Brendan logra aplicarle una llave a su hermano, dislocándole el hombro. Brendan le ruega a su hermano que deje de pelear en esas condiciones, pero Tommy continúa peleando con su otro brazo. Al siguiente asalto Brendan logra hacerle otra llave a su hermano. Mientras ambos luchan en el suelo del ring, Brendan se disculpa con su hermano y le dice que lo quiere. Tras esto, Tommy se rinde. La película termina con los dos hermanos saliendo del ring abrazados, mientras su padre los mira sonriendo.

## Reparto
- Joel Edgerton como Brendan Conlon.
- Tom Hardy como Tommy Conlon.
- Nick Nolte como Paddy Conlon.
- Jennifer Morrison como Tess Conlon.
- Frank Grillo como Frank Campana.
- Kurt Angle como Koba.
- Kevin Dunn como Director Joe Zito.
- Denzel Whitaker como Stephon.
- Erik Apple como Pete "Mad Dog" Grimes.
- Nate Marquardt como Karl Kruller.
- Anthony Johnson como Orlando "Midnight" Lee.
- Josh Rosenthal como Él mismo.
- Bryan Callen como Él mismo.
- Rashad Evans como Él mismo.

## Producción
La película fue dirigida por Gavin O'Connor, quien había hecho con anterioridad películas como Miracle (2004) y Pride and Glory (2008). El guion fue escrito por O'Connor en colaboración con Anthony Tambakis y Cliff Dorfman. Según el director, la película refleja su pasión por el deporte de las artes marciales mixtas, pero la historia surgió y se centra en el "distanciamiento de dos hermanos, la reconciliación, la sanación y el perdón". El guion fue mostrado a varios estudios, pero solo Lionsgate aceptó financiar el proyecto. El personaje de Paddy Conlon fue escrito desde un principio pensando en el actor Nick Nolte, quien leyó el guion antes que estuviera terminado y aceptó el trabajo. Para los roles de Brendan y Tommy Conlon, O'Connor decidió utilizar actores que no fueran muy conocidos en aquel entonces, optando por Joel Edgerton y Tom Hardy.
El rodaje de la película tuvo lugar en Pittsburgh y duró entre 10 y 12 semanas. Tanto Tom Hardy como Joel Edgerton debieron prepararse físicamente para sus respectivos roles, comenzando a entrenar en diciembre de 2009 y continuaron durante el mismo rodaje de la cinta. Durante su entrenamiento recibieron las instrucciones de los luchadores de artes marciales mixtas Nate Marquardt, Yves Edwards y Anthony "Rumble" Johnson. Hardy aumentó cerca de 13 kg (28 libras) de masa muscular en cinco semanas. Según Hardy, para su trabajo en la película se basó en ciertos aspectos de su experiencia personal, como la relación con una familia disfuncional y los problemas del alcoholismo.
En los créditos finales de Warrior se menciona que la cinta está dedicada a la memoria de Charles Lewis, un empresario ligado al deporte de las artes marciales mixtas que falleció en 2009. Según el director, el papel del empresario que organiza el torneo en la película iba a ser originalmente interpretado por Lewis, pero debido a su muerte el mismo O'Connor asumió el rol.

## Estreno

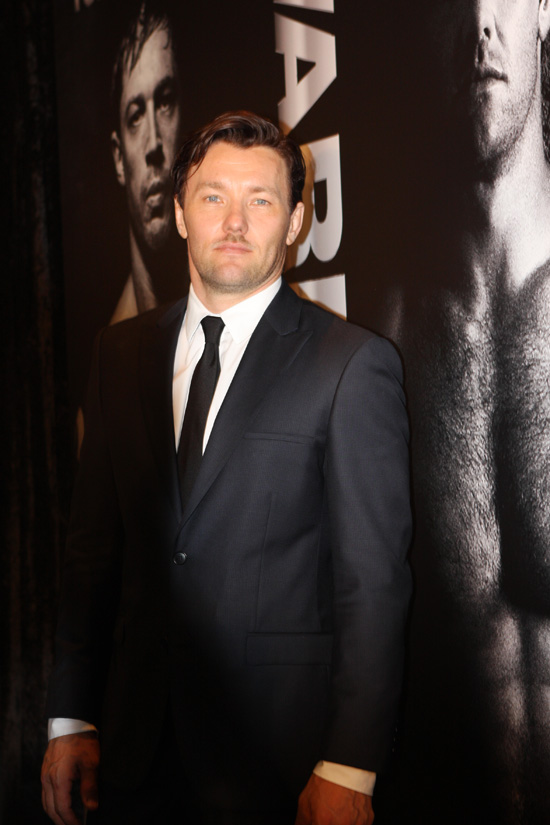
Joel Edgerton durante el estreno de la película en Sídney.

El estreno de Warrior fue retrasado durante casi un año para no coincidir con el de la película The Fighter. La película fue finalmente estrenada el 9 de septiembre de 2011 en Estados Unidos, recaudando más de 5 millones de dólares en su primer fin de semana. La cinta recaudó más de 13 millones de dólares en Estados Unidos y sobre 9 millones en los demás países, logrando un total de $23.057.115 a lo largo del mundo.
Como una forma de promocionar la película se publicó un libro titulado The Men of Warrior, que contenía fotografías de los actores involucrados en el proyecto.

### Recepción
Warrior obtuvo una respuesta positiva por parte de la crítica cinematográfica. La película posee un 82% de comentarios "frescos" en el sitio web Rotten Tomatoes, basado en un total de 166 críticas, y una puntuación de 71/100 en Metacritic. Bruce Diones de la revista The New Yorker escribió: "[La película] está tan bien hecha, y las actuaciones son tan convincentemente reales (Hardy es sensacional), que, cuando llega a su final catártico, ganador, logra una sorprendente compasión y honestidad". Peter Travers de la revista Rolling Stone sostuvo que el guion no es del todo sólido, pero destacó la labor de los actores. El crítico además notó la forma en que la película está influenciada por la historia de Caín y Abel. La relación con esta historia bíblica también fue destacada por Andrea Gronvall del periódico Chicago Reader, quien agregó que le otorga a la cinta un carácter "atemporal".
Por el contrario, Kenneth Turan de Los Angeles Times se refirió al filme como "un drama familiar ambientado en el ultraviolento mundo de las artes marciales mixtas, que se muestra promisorio, pero que finalmente golpea las cosas tan fuerte, tanto literal como metafóricamente, que es difícil no sentirse aporreado una vez que termina". Mary Pols de la revista Time destacó las actuaciones de Warrior, especialmente la de Nick Nolte, pero criticó ciertos elementos de la trama, como su plausibilidad.
El director de cine Quentin Tarantino la ubicó en el noveno puesto de las mejores películas de 2011.

## Formato casero
El DVD y Blu-ray de la película fueron lanzados el 20 de diciembre de 2011 en Estados Unidos. El Blu-ray incluye una copia en DVD de la cinta, además de una copia digital descargable. Tanto el DVD como el Blu-ray incluyen escenas eliminadas, un comentario de audio (del director Gavin O'Connor, el guionista Anthony Tambakis, y el actor Joel Edgerton), y un documental sobre cómo se hizo la película, entre otros extras.

## Premios
| Año  | Premio                                    | Categoría              | Receptor(es)                                              | Resultado |
| ---- | ----------------------------------------- | ---------------------- | --------------------------------------------------------- | --------- |
| 2012 | Premios Óscar                             | Mejor actor de reparto | Nick Nolte                                                | Nominado  |
| 2012 | Premios del Sindicato de Actores          | Mejor actor de reparto | Nick Nolte                                                | Nominado  |
| 2012 | Online Film Critics Society Awards        | Mejor actor de reparto | Nick Nolte                                                | Nominado  |
| 2012 | Broadcast Film Critics Association Awards | Mejor actor de reparto | Nick Nolte                                                | Nominado  |
| 2011 | Chicago Film Critics Association Awards   | Mejor actor de reparto | Nick Nolte                                                | Nominado  |
| 2011 | San Diego Film Critics Society Awards     | Mejor actor de reparto | Nick Nolte                                                | Ganador   |
| 2011 | Premios Satellite                         | Mejor actor            | Tom Hardy                                                 | Nominado  |
| 2011 | Premios Satellite                         | Mejor actor de reparto | Nick Nolte                                                | Nominado  |
| 2011 | Premios Satellite                         | Mejor montaje          | Aaron Marshall, John Gilroy, Matt Chesse y Sean Albertson | Nominados |